# Ritual Entertainment
Ritual Entertainment war ein Computerspielhersteller mit Sitz in Dallas, Texas, USA. Bis 1998 führte das Entwicklerstudio den Namen Hipnotic Interactive. Hipnotics erster kommerzieller Titel war 1997 Scourge of Armagaon, ein Add-on für den Ego-Shooter Quake. Das Entwicklerstudio entwickelte anschließend mit SiN seine eigene Shooter-Serie. Später folgten Auftragsarbeiten wie beispielsweise Heavy Metal: F.A.K.K.² (2000).
Das letzte von Ritual Entertainment veröffentlichte Spiel war SiN Episodes: Emergence im Jahr 2006. Geplant waren neun Episoden, die über die Onlineplattform Steam vertrieben werden sollten, doch blieb Emergence bislang der einzige Titel.
2006 wurde Ritual Entertainment von MumboJumbo aufgekauft, ein Spielehersteller, der sich mit den sogenannten Casual Games auf Gelegenheitsspieler spezialisiert hat.

## Spieletitel entwickelt durch Ritual Entertainment
- Quake Mission Pack: Scourge of Armagon (1. Add-on) – 1997, PC, hergestellt als Hipnotic Interactive
- SiN – 1998, PC (Windows und Linux), Linux auf PowerPC, beide Linux-Versionen portiert durch Hyperion Entertainment
- Heavy Metal: F.A.K.K.² – 2000, PC (Windows und Linux), Mac (MacOS und macOS), Dreamcast (angekündigt), Linux-Version portiert durch Loki Software, Mac-OS-Classic-Edition portiert durch Contraband Entertainment, Mac-OS-X-Version portiert durch The Omni Group
- Blair Witch Volume 3: The Elly Kedward Tale – 2000, PC
- SiN Gold (Portierung) – 2000, Mac-Version portiert durch Contraband Entertainment
- Counter-Strike: Condition Zero – PC, Ritual Entertainment arbeitete an dem Titel im Jahr 2002 nach Gearbox Software und vor der Fertigstellung durch Turtle Rock Studios im Jahr 2003
- Star Trek: Elite Force II – 2003, PC
- Counter-Strike (Portierung) – 2003, Xbox
- Delta Force: Black Hawk Down: Team Sabre (Erweiterung) – 2004, PC
- SiN Episodes: Emergence – 2006, PC

## Unveröffentlichte Spiele von Ritual Entertainment
- Der Herr der Ringe: Die Zwei Türme – PC, abgebrochen
- SiN II Publisher Demo – 2003, PC, Ritual Entertainment erstellte eine Demoversion unter Ausschluss der Öffentlichkeit